# Baskó
Baskó is een plaats (község) en gemeente in het Hongaarse comitaat Borsod-Abaúj-Zemplén. Baskó telt 232 inwoners (2001).